# Rosanna Pagano
Rosanna Pagano (Salerno, 1º dicembre 1983) è una schermitrice italiana, specializzata nella sciabola. Ha vinto una medaglia d'oro ai Campionati mondiali di scherma.
Fondatrice del Club Scherma Salerno sezione Cava De' Tirreni (SA) dal 2018.

## Palmarès
In carriera ha conseguito i seguenti risultati:
 Mondiali 
Individuale
A squadre
- Oro nella sciabola a L'Avana 2003

Europei
Individuale
A squadre
- Bronzo nella sciabola a Copenaghen 2004

 Campionati italiani 
Individuale
A squadre
- Bronzo nella sciabola a Conegliano Veneto 2002

 Altri risultati 
Mondiali giovani
Individuale
A squadre
- Oro nella sciabola a South Bend 2000
- Argento nella sciabola a Trapani 2003